# Kirvus
Kirvus (finska Kirvu, ryska Svobodnoje) var en kommun i Karelen, i Viborgs län. Kommunen låg i norra delen av Karelska näset och den gränsade mot S:t Andree i sydväst, Jäskis i väster, Rautjärvi i norr, Hiitola, Kaukola och Räisälä i öster samt Vuoksenranta i söder. Kirvus hade cirka 8 700 invånare och en landareal på cirka 650 km² . Kyrkbyn i Kirvus heter numera Svobodnoje (ryska Свобо́дное) och den ligger i Leningrad oblast.

## Historia
Under 1300-talet utgjorde Kirvus en del av det vida häradet Jäskis. Kirvus socken grundades 1858. Kommunen Kirvus grundades 1871 då den kyrkliga och kommunala administrationen skiljdes åt.

### Församlingen
1611 uppgavs Kirvus kapellförsamling vara underställd Jäskis församling. Troligtvis grundades församlingen redan på 1570-talet. Församlingen fick en egen präst 1655 och den blev självständig 1858.
En träkyrka byggdes 1815—1816. Vid kyrkan fanns en klockstapel av östfinländsk typ. Altartavlan "Kristi himmelsfärd" målades av Alexandra Frosterus-Såltin.

## Byar
Ahola, Apula, Eijala, Haikola, Hannukkariikonen, Hauhiala, Ihaksela, Iiliälä, Inkilä, Jantula, Jänikselä, Karvala, Kauppila, Keskiselkä, Kirvu (kyrkbyn), Kohtamaa, Kuismala, Lahdenmaa, Lietlahti, Läylölä, Maamäki, Matikkala, Merola, Mertjärvi, Meskala, Montola, Nahkurila, Neitajoki, Niukkala, Paavilanmäki, Paksujalkala, Pirilänniemi, Riikola, Roinila, Rätykylä, Sairala, Sunikkariikonen, Tietävälä, Torajärvi, Vallittula, Vasikkala, Vehkapää, Veitsjoki, Virola och Vorniola

## Kända personer från Kirvus
- Juho Niukkanen, riksdagsledamot[5]

### Fotnoter
1. ↑  Luovutettu Karjala Kirvu
2. ↑  Luovutettu Karjala Kirvun kartta
3. ↑  Suomen kunnat: Kirvu
4. 1 2  Iso Tietosanakirja 6, Kustannusosakeyhtiö Otava, Helsingfors 1934
5. 1 2 3  Luovutetun Etelä-Karjalan pitäjät Kirvu - Perustietoa Arkiverad 19 oktober 2007 hämtat från the Wayback Machine.
6. ↑  Luovutetun Etelä-Karjalan pitäjät Kirvu - Kylät Arkiverad 20 oktober 2007 hämtat från the Wayback Machine.